# Мусоросжигание
Мусоросжигание (также инсинерация) — процесс термической обработки мусора, заключающийся в сжигании содержащихся в нём органических материалов. Производится как индивидуально, так и в промышленных масштабах — на мусоросжигательных заводах, которые могут быть скомбинированы с тепловыми электростанциями. Чаще всего под мусоросжиганием подразумевается именно промышленное мусоросжигание твёрдых коммунальных отходов.
Мусоросжигание позволяет сократить массу первоначальных отходов на 70—85%, а объём — на 90—95%, а кроме того — обезвредить в них органические соединения. Теплота сгорания мусора используется также в энергетических целях, для выработки тепловой и электроэнергии, таким образом мусоросжигание может частично покрывать энергетические потребности агломераций.
Наиболее развито мусоросжигание в развитых странах с высокой плотностью населения, где земля является ценным ресурсом и мест для мусорных полигонов недостаточно (Дания, Япония). В развитых странах с низкой плотностью населения (Швеция, Финляндия) оно чуть менее распространено.

## История и современность

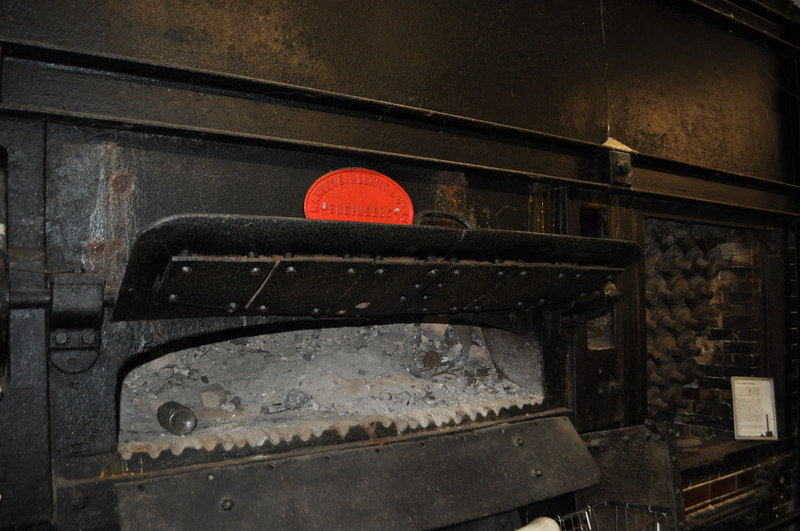
Мусоросжигательная печь 1894 года в Кембриджском музее технологий, Великобритания

До Промышленной революции XVIII-XIX веков люди использовали в быту предметы природного происхождения, которые можно было сжечь или оставить перегнивать. Бытовая утилизация мусора существует на протяжении всей истории человечества, часто деревянный мусор использовали в качестве дров. Ситуация стала изменяться в период индустриализации, когда в странах Европы и Северной Америки в быту стали распространяться изделия из синтетических материалов, не подверженных естественному разложению, объёмы их производства и потребления росли, и человечество стало производить всё больше мусора.
Промышленное мусоросжигание появилось в Великобритании во второй половине XIX века, когда при мануфактурах строились мусоросжигательные печи. В 1874 году в Ноттингеме был построен первый в мире мусоросжигательный завод, а затем там же была построена первая паровая установка, где мусор использовался в качестве топлива — так промышленное мусоросжигание впервые нашло энергетическое применение. Мусор в то время сжигался общей массой, без сортировки, а в печах и на заводах ещё не существовало систем фильтрации. Британские переселенцы перенесли мусоросжигание и в Америку, и в 1880 году в Нью-Йорке был построен первый в США мусоросжигательный завод. Однако вплоть до 1960-х годов мусоросжигание в США практиковалось в основном на автономных установках, а специализированные заводы были мало распространены. Кроме того, в конце XIX века в американских городах строились мусоросжигательные установки в многоквартирных домах, которые использовались и для их отопления. Однако вскоре от использования их пришлось отказаться, поскольку трубы в них были недостаточно герметичными, и дымовые газы проникали в жилые помещения.
В континентальной Европе первой страной, внедрившей у себя промышленное мусоросжигание, стала Франция. Первый французский мусоросжигательный завод был построен рядом с Парижем в 1893 году, а в 1896 году в Сент-Уэне заработал первый в мире мусоросжигательный завод с измельчающей машиной. В 1930 году в Швейцарии была разработана печь с колосниковой решёткой для слоевого сжигания мусора — это была принципиально новая технология мусоросжигания, которая позволила отказаться от использования мазута и каменного угля в качестве топлива для равномерного распределения температуры в печи, что значительно снизило себестоимость мусоросжигания, а также повысило его эффективность. В 1933 году в Дордрехте в Нидерландах открылась первая в мире тепловая электростанция, работающая на энергии мусоросжигания.
В 1950-е годы стал применяться метод пиролиза твёрдых бытовых отходов. В 1970-е годы мусоросжигание получило новый виток развития на волне мирового энергетического кризиса, когда значительно выросли цены на нефть. Мусор в то время стал всё чаще рассматриваться в качестве топлива для производства тепловой и электроэнергии. Несколько ранее, в 1972 году, заработали первые мусоросжигательные заводы в СССР.

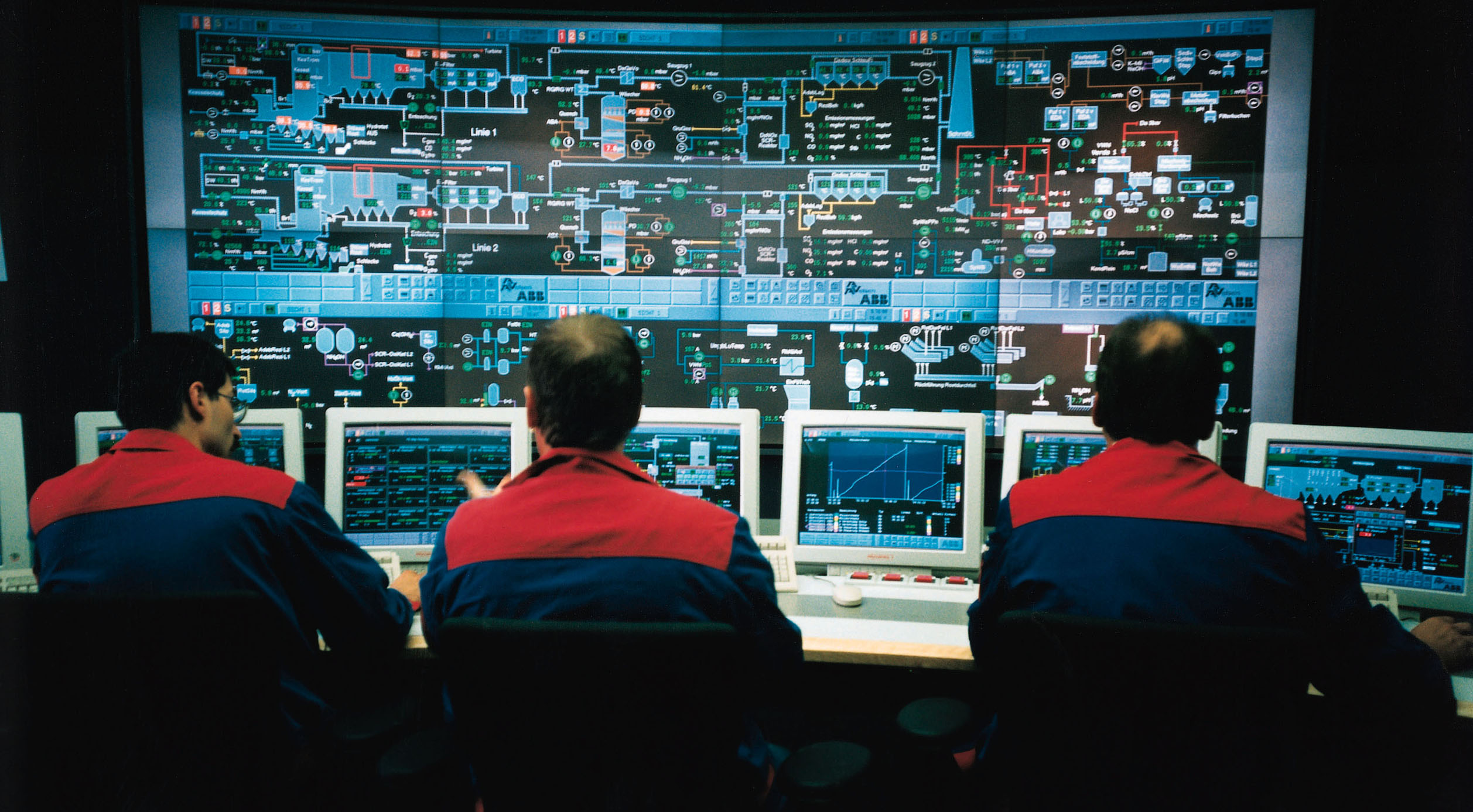
Диспетчерский пункт мусоросжигательного завода в Германии, принадлежащего концерну Steag

Распространённость мусоросжигания значительно различается между странами, являясь очень высоким в ряде развитых стран (преимущественно в Северной и Западной Европе). Количество мусоросжигательных заводов в мире приближается к 2 тысячам, из которых более 400 расположено в Европе. Мировыми лидерами в мусоросжигании являются Дания и Швейцария, где сжиганию подвергается около 80% твёрдых бытовых отходов (в Швейцарии по состоянию на начало 2010-х годов функционировало 37 мусоросжигательных заводов, то есть в среднем по одному заводу на каждые 200 тысяч жителей). Несколько меньший уровень сжигания отходов (около 70%) — в Японии. В Швеции, Финляндии и Бельгии сжигается порядка 50—60% отходов (а Швеция и Финляндия, наряду со Швейцарией, находятся в числе лидеров по энергетическому использованию мусоросжигания); в Германии, Австрии, Франции и Италии этот показатель составляет около 20—40% (Франция при этом является лидером по количеству мусоросжигательных заводов на территории одной страны — там их около 300). Среди стран Европейского союза (где в среднем уровень сжигания мусора составляет 25%) наименее развито мусоросжигание в Румынии и Болгарии, где сжигается только 1% отходов. В странах, где зародилось мусоросжигание, — Великобритании и США, его уровень также относительно невысок: в обеих этих странах сжиганию подвергается около 10% отходов.
В России мусоросжигание пока что не получило широкого развития. На вторую половину 2010-х уровень сжигания отходов в стране составляет около 2,3%. В России по состоянию на 2019 год насчитывает только 10 мусоросжигательных заводов (из которых три расположено в Москве), но при этом планируется существенное увеличение их количества, в том числе, в рамках стартовавшего в конце 2010-х годов проекта «Энергия из отходов» компании «РТ-Инвест» в сотрудничестве с японско-швейцарской компанией «Hitachi Zosen INOVA». Низким в наше время остаётся уровень развития мусоросжигания и в других странах бывшего СССР. К примеру, на Украине действует только один мусоросжигательный завод в Киеве, а в Белоруссии и Казахстане нет ни одного, но в обеих странах планируется их строительство.

## Технологии и производственный процесс

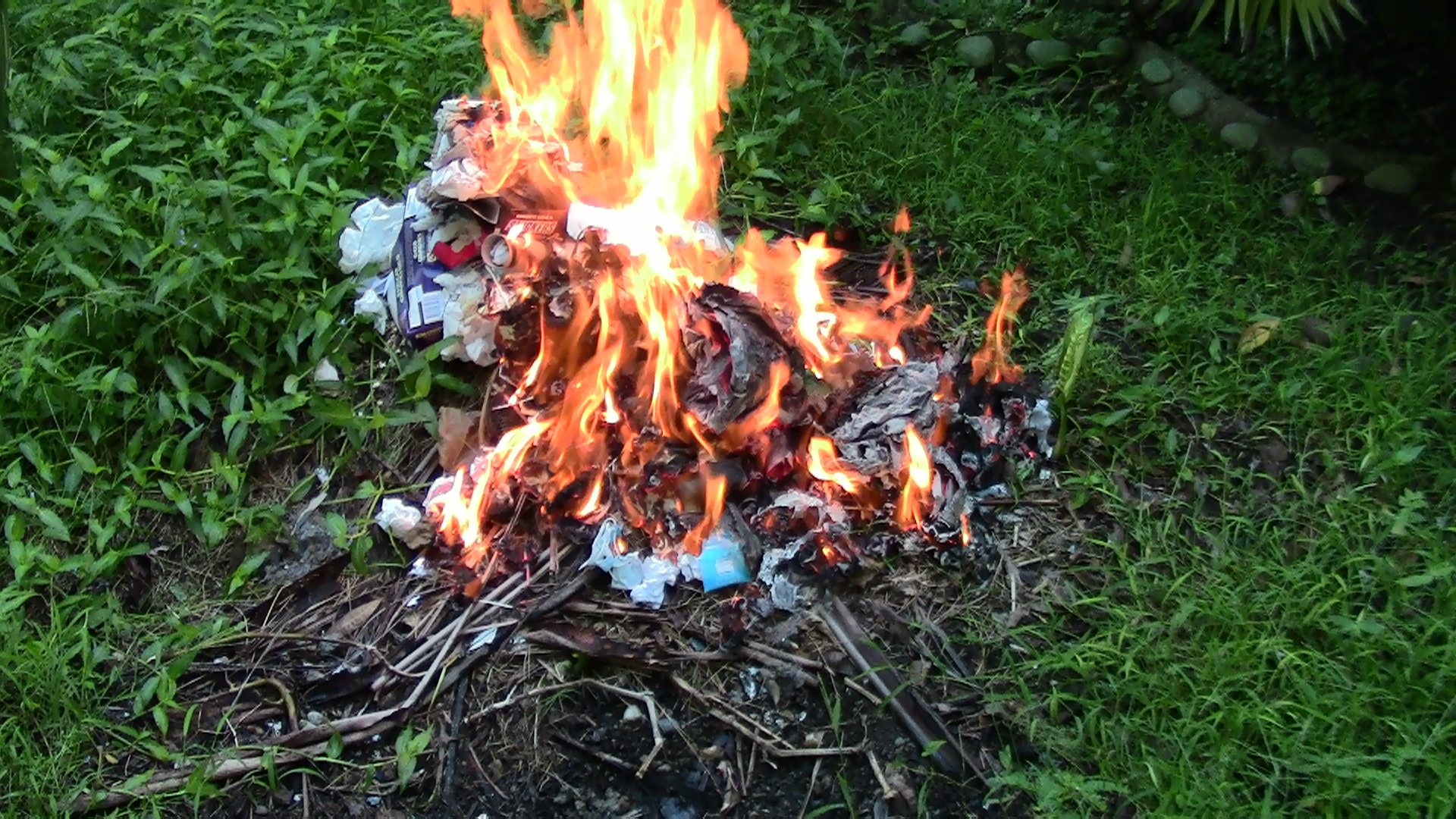
Бытовое сжигание мусора на костре

Мусоросжигание существует как на бытовом уровне, когда люди самостоятельно сжигают накопившийся у них мусор (в печах или кострах), так и в промышленных масштабах. Существует несколько технологий промышленного мусоросжигания, которые различаются по типу печей, температуре горения, а также химическому составу среды, в которой горение отходов происходит. Два основных вида мусоросжигания — собственно сжигание (применяется в большинстве случаев) и пиролиз (высоко- и низкотемпературный), при котором вырабатывается топливо. Как правило, сжиганию подвергается мусор, отсортированный на гомогенные фракции (что важно, так как состав мусора определяет оптимальную технологию). Сортировка может осуществляться как в момент сбора мусора (раздельный сбор), так и после его поставки на мусоросжигательный завод.

### Слоевое сжигание

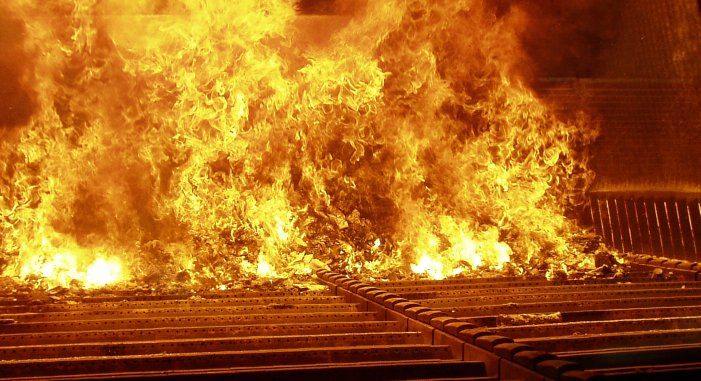
Мусоросжигание на подвижной колосниковой решётке

Главная особенность слоевого сжигания — распределение отходов в топке печи равномерным слоем, на который подаются горячие воздушные потоки, что обеспечивает равномерного прогорания. Слой мусора загружается в камеру сгорания и располагается на колосниковой или воздухораспределительной решётке. Как правило, камера сгорания имеет форму параллелепипеда. При использовании колосниковой решётки она устанавливается под наклоном, при котором колосники располагаются каскадом наподобие черепичной крыши. В вертикальной плоскости между колосниками имеются щели или сопла, через которые подаётся воздух. В зависимости от химического состава мусора, сжигание может осуществляться при температурах от 800 до 1500⁰C.
Чаще всего применяется слоевое сжигание на подвижной наклонной колосниковой решётке. Эта технология позволяет сжигать любые виды отходов, кроме пылевидных. Мусор загружается на самый верхний колосник, затем при помощи подвижных колосников он перемещается вниз. Воздух в камеру сгорания подаётся в одном направлении с движением мусора, также способствуя его перемещению. На самом нижнем колоснике процесс сжигания завершается, а зола и шлак через пазы просыпаются в специальный резервуар, охлаждаемый водой, после чего либо подвергаются захоронению, либо утилизируются. Одна камера с подвижной колосниковой решёткой способна перерабатывать около 35 тонн отходов в час.
При использовании неподвижной колосниковой решётки её установка, подача в камеру сгорания мусора и воздуха почти аналогичны камерам с подвижной решёткой. Однако мусор перемещается сверху решётки вниз за счёт подачи потоков воздуха, что замедляет процесс и повышает энергоёмкость технологии. В ряде случаев это частично компенсируется установкой прижимного экрана из огнеупорного материала, который направляет пламя в противоток движению мусора и обеспечивает более полное сгорание.
Также при мусоросжигании применяется технология кипящего слоя. Вместо колосников в камере сгорания устанавливается воздухораспределительная решётка с форсунками, через которые под давлением подаётся воздух. Над ними ещё до подачи мусора в камеру загружается слой сыпучего абсорбента, обладающего высокой теплопроводностью (обычно используются песок или доломитовая крошка). Абсорбент при подаче воздуха создаёт инертный псевдоожиженный слой, с которым перемешивается мусор, в результате чего повышается интенсивность теплообмена, а также поглощение абсорбентом ряда токсичных продуктов горения отходов, что позволяет значительно сократить количество выбросов. Недостатком технологии кипящего слоя является её непригодность для сжигания смешанной массы отходов.

### Пиролиз
При сжигании токсичного мусора, выделяющего большое количество токсичных выбросов, часто применяется пиролиз, то есть термическое разложение отходов во вращающейся барабанной печи в бескислородной среде или при низком содержании кислорода. Пиролиз применяют для обезвреживания токсичных отходов: некоторых видов пластмасс, резины, ряда промышленных отходов.
Более распространена технология низкотемпературного пиролиза, при котором разложение отходов происходит при температурах ниже 900⁰C (как правило, 400—600⁰C). Пиролизная печь, в которой перерабатываются отходы, состоит из двух камер сгорания: нижняя камера сжигания отходов, и верхняя камера дожигания генераторных газов. Перед загрузкой в печь масса отходов подвергается измельчению и затем помещается в нижнюю камеру, где сгорает в бескислородной среде. Газы, образующиеся при разложении, через инжекторное устройство направляются в камеру дожигания, куда в ограниченных количествах подаётся кислород, а также катализирующие газы. Там происходит дальнейшее разложение газов, в результате чего содержание токсичных веществ в выбросах при пиролизе примерно в 7 раз ниже предельно допустимых концентраций. Печь вращается со скоростью от 0,05 до 2 оборотов в минуту, способствуя равномерному прогоранию отходов. Таким образом, эффективность технологии пиролиза заключается в сокращении количества вредных выбросов и уничтожении биологически активных веществ, что позволяет в дальнейшем складировать пиролизные отходы без большого вреда для окружающей среды. Помимо этого, твёрдый осадок, а также жидкости и газы, образующиеся в результате пиролиза отходов, могут использоваться в качестве сырья в химической промышленности или топлива.
Технология газификации отходов предполагает высокотемпературный пиролиз, проводимый при температурах 1000—1200⁰C. Основная особенность газификации отходов заключается в получении в результате процесса синтез-газа (смеси водорода с монооксидом углерода), используемого в энергетике, а также побочных химических соединений, содержащих фтор, хлор, азот, и используемых в химической промышленности.

### Плазменная технология
Для обезвреживания высокотоксичных отходов, к которым относятся преимущественно медицинские отходы (в особенности, использованные инструменты из инфекционных отделений больниц) и боеприпасы, также применяется плазменная технология, при которой отходы сжигаются в электродуговых печах при температуре от 1300⁰C до 4000⁰C, получаемой за счёт энергии электрической дуги в присутствии водяного пара. Степень разложения отходов при плазменной технологии близка к полной, что делает её наиболее эффективной и экологически безопасной. Однако из-за высокой энергоёмкости и значительных эксплуатационных расходов на использование электродуговых печей эта технология используется для обработки специального мусора.

## Отходы сжигания и воздействие на окружающую среду

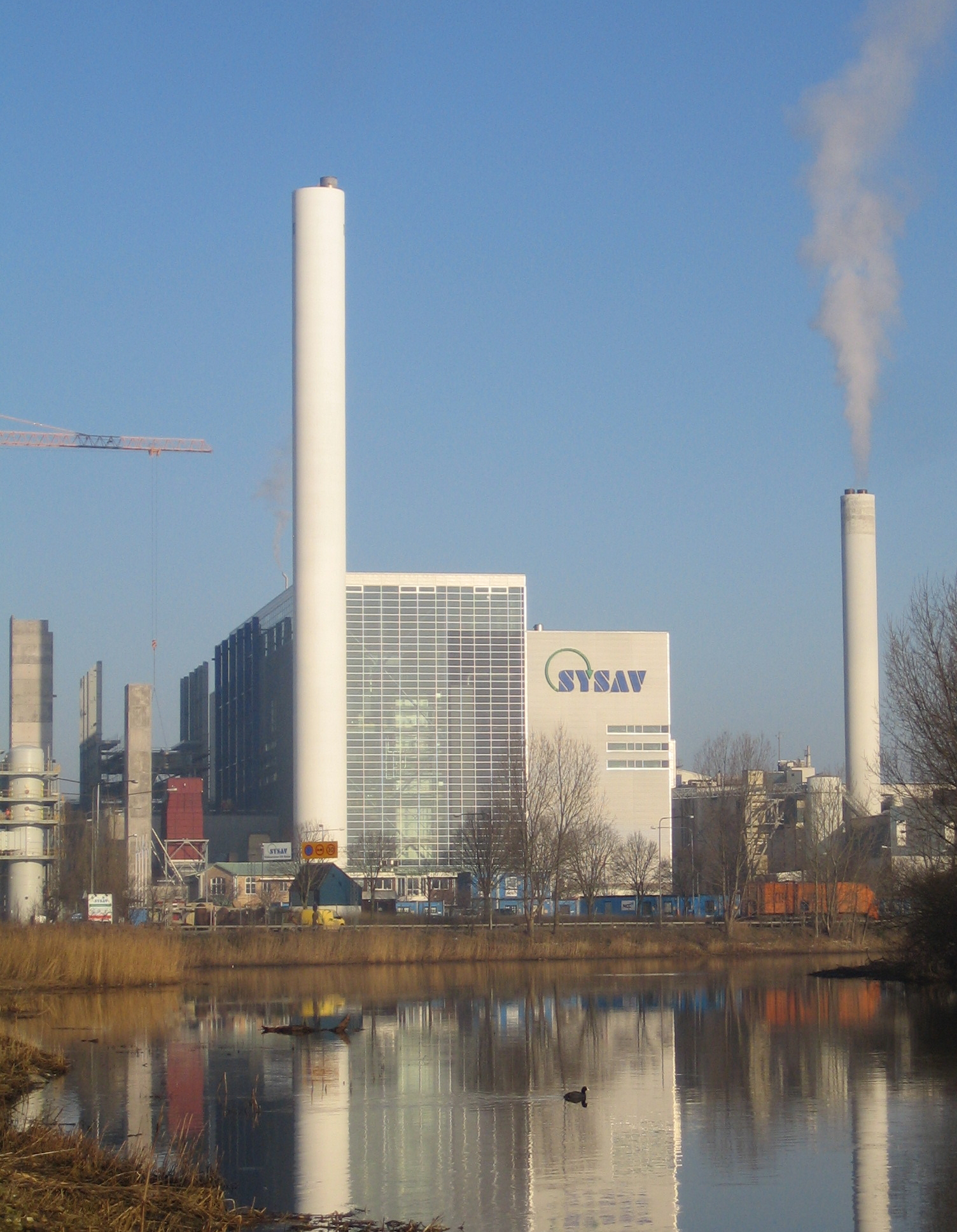
Мусоросжигательный завод в Мальмё, Швеция

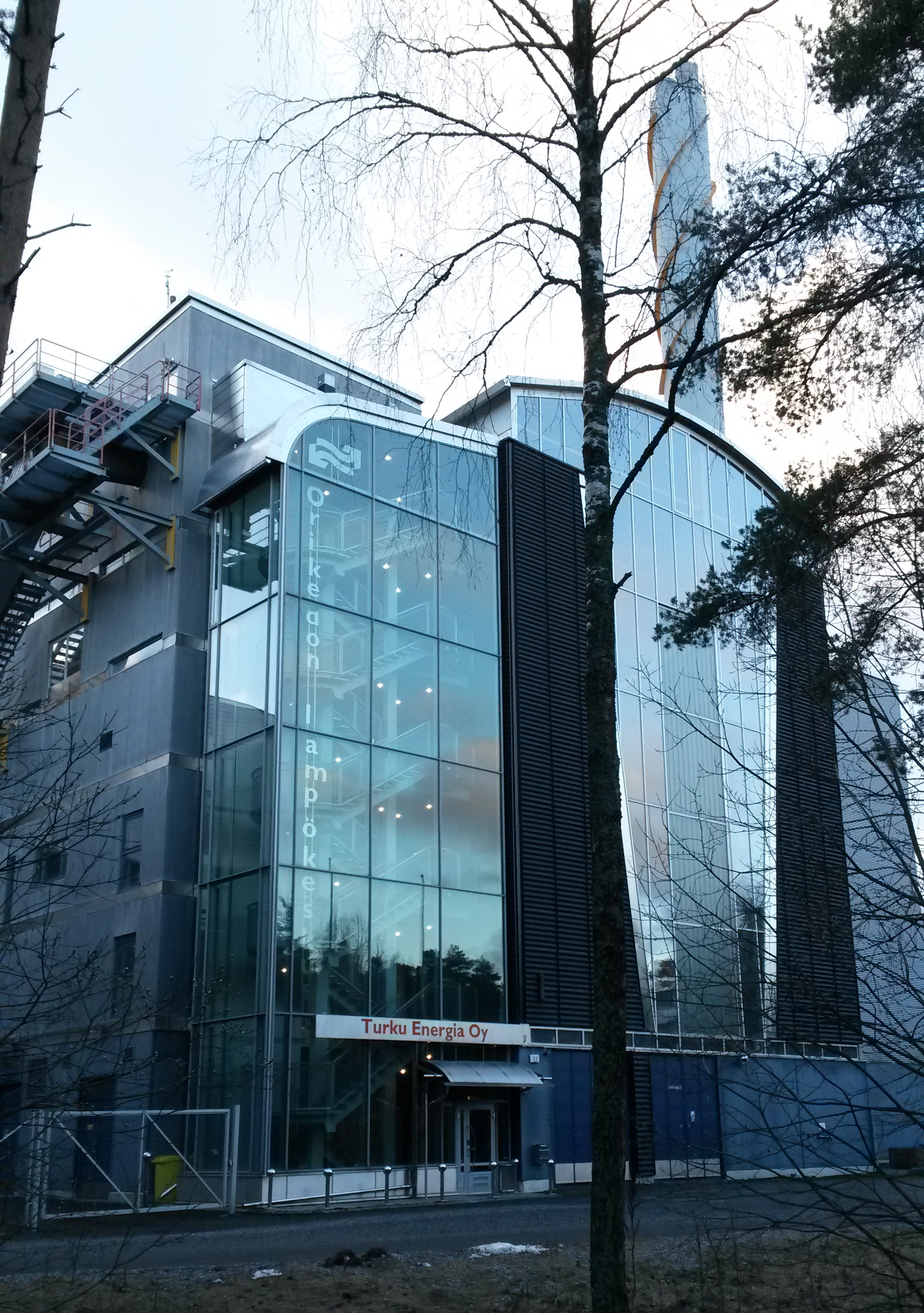
Мусоросжигательный завод в Турку, Финляндия

Процесс мусоросжигания образует определённое количество твёрдых и газообразных отходов. Они могут использоваться в дальнейшем в качестве вторичного сырья в химической промышленности или энергетике (синтез-газ при газификации мусора), но чаще попадают в окружающую среду. Степень воздействия мусоросжигания на окружающую среду тем меньше, чем выше степень разложения мусора при сжигании, а она, в свою очередь, становится максимально высокой при сортировке ТКО перед сжиганием, с удалением из них негорючих и подверженных гниению компонентов, а также правильной эксплуатации мусоросжигательных печей, в которых поддерживаются необходимые как температура, так и концентрация обогревающих газов. При использовании технологии пиролиза обязательным условием для сокращения выбросов является вторичное дожигание газов. Помимо этого, дымовые газы при мусоросжигании содержат мелкодисперсные частицы, которые требуют дополнительной фильтрации.
Основным компонентом дымовых газов, образующихся при сжигании ТКО, является углекислый газ: массовая доля углерода в газе равна той, что была в сожжённом мусоре. В теории, выделенный диоксид углерода впоследствии будет изъят из атмосферы  при фотосинтезе.
В дымовых газах в меньшей степени содержатся оксиды азота и серы (преимущественно (IV) и (VI)), хлороводород и фтороводород, соединения тяжёлых металлов (кадмия, свинца, ртути). Особое внимание привлекают выбросы токсичных фуранов, а также диоксинов, образующихся при сжигании хлорсодержащих полимерных материалов (к примеру, поливинилхлорид). Основная доля поставки этих веществ в окружающую среду приходится именно на мусоросжигание. При этом это относится не столько у мусоросжигательным заводам, сколько к неконтролируемым пожарам на свалках и индивидуальному бытовому сжиганию мусора, где по определению нет систем очистки. На мусоросжигательных заводах выбросы диоксинов фильтруются преимущественно путём адсорбции (в основном, при помощи активированного угля). Также для расщепления диоксинов и фуранов используют вторичное дожигание газов, так как температура в камере первичного сгорания мусора недостаточно высока.
После мусоросжигания остаётся зола, она составляет порядка 4—10% объёма мусора и около 15—20% от его массы.

## Энергетический потенциал
Теплота сгорания при мусоросжигании иногда используется для выработки тепловой и электроэнергии. Теплотворная способность твёрдых бытовых отходов может достигать 8400 кДж/кг, что ставит мусор в один ряд с некоторыми низкосортными видами топлива (торф, бурый уголь). Усреднённая энергетическая ценность — до 600—700 кВт электроэнергии или 2—3 Гкал тепловой энергии на 1 тонну мусора. КПД мусоросжигания с энергетической точки зрения оказывается, таким образом, невысоким, однако эта функция мусоросжигания является вторичной. В ряде случаев использование мусоросжигательных заводов в качестве тепловых и электростанций способно покрывать довольно значительную часть энергетических потребностей населения. Лидером в энергетическом использовании мусоросжигания является Швеция, где мусоросжигательные заводы вырабатывают примерно 16% тепловой и 1,4% электроэнергии страны.

## Мнения о мусоросжигании
Вопрос о целесообразности мусоросжигания остаётся дискуссионным. В обсуждениях участвуют заинтересованные представители бизнеса (связанного как с самим мусоросжиганием, так и с производством товаров, которые в дальнейшем будут сжигаться в качестве мусора), государственные органы, учёные, экологические активисты, а также жители, рядом с которыми строятся мусоросжигательные заводы.

### Аргументы сторонников
- Значительное уменьшение объёма (примерно в 10 раз) и массы (примерно в 3 раза) отходов при их сжигании, благодаря чему требуется гораздо меньше места для захоронения золы, чем для захоронения отходов на полигонах ТБО, что особенно актуально для густонаселённых регионов[1][3].
- Надёжное обезвреживание отходов, благодаря чему золу можно безопасно захоронить, минимизировав риск загрязнения почвы, воздуха или грунтовых вод[1][2][3].
- Возможность использования сжигаемого мусора в качестве топлива, когда теплота его сгорания используется для генерации тепловой и электроэнергии, а мусоросжигательные заводы по совместительству выполняют функцию теплоэлектростанций[1][3].
- При использовании технологии пиролиза — возможность использования продуктов мусоросжигания в качестве вторичного сырья в химической промышленности и энергетике[3][2][15][17].

### Аргументы противников
- Неизбежное наличие токсичных выбросов в окружающую среду — как в составе дымовых газов, так и в виде твёрдых частиц. Наибольшие опасения вызывают диоксины и фураны, которые образуются в основном при сжигании полимерных материалов. Этот аргумент относится, в первую очередь, к старым мусоросжигательным заводам[2][1][3][22].
- Потеря в процессе сжигания (как правило, в случае использования технологии слоевого сжигания) ряда потенциально ценных компонентов (к примеру, металлов), которые могли бы использоваться в промышленности в качестве вторичного сырья. Извлечение их из продуктов горения далеко не всегда оказывается выгодным[2][1][3].
- Достаточно высокий срок окупаемости у мусоросжигательных заводов, приводящий к снижению их инвестиционной привлекательности[1].
- Разработка и внедрение новых методов утилизации и обезвреживания мусора (к примеру, метанового брожения), потенциально более дешёвых, чем мусоросжигание[25].
- Сжигание — это процесс преобразования загрязняющих веществ из контролируемой формы в неконтролируемую. От менее стойкой токсичной формы к более стойкой токсичной форме.